# Die Fantastischen Vier
Die Fantastischen Vier (иногда Fanta 4) — немецкая хип-хоп группа из Штутгарта. Коллектив является одним из старейших и наиболее популярных исполнителей немецкоязычного хип-хопа.

## История

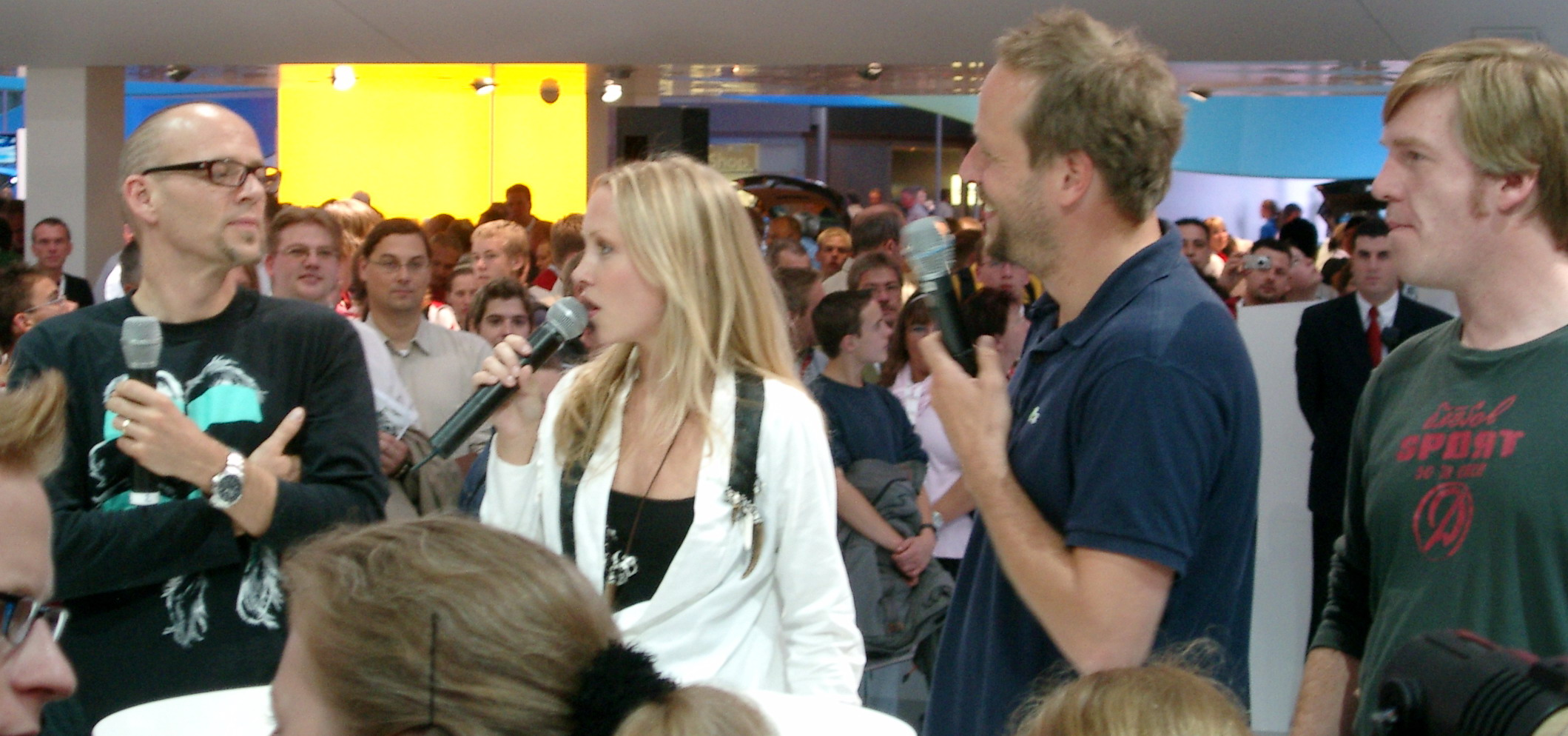
Слева от ведущей — Томас, справа — Smudo и And.Ypsilon

Группа была основана в конце 1980-х годов под названием Terminal Team Андреасом Рике и Михаелем Шмидтом. Томас Дюрр и Михаель Бек присоединились к коллективу в 1989 году. Под своим сегодняшним именем Die Fantastischen Vier («Фантастическая четвёрка») музыканты впервые выступили 7 июля 1989 года в Штутгарте. До этого в Германии уже существовали группы, исполняющие хип-хоп на немецком языке, однако Fanta 4 первыми добились широкого успеха в этом жанре, заняв в 1992 году со своим синглом Die da первое место в чартах Австрии и Швейцарии и второе в Германии.
В 1993-94 годах музыканты ведут собственную музыкальную передачу Die Vierte Dimension («Четвёртое измерение») на кабельном телевидении. После переезда в Берлин в 1996 году группа основывает собственный лейбл Four Music. В 1999 году, выпустив альбом 4:99, Fanta 4 записывают три сингла, в котором поёт каждый из трёх солистов группы: «Le Smou» (Smudo), «Michi Beck in Hell» (Michi) и «Buenos Dias Messias» (Thomas D). Все три сингла выходят в один день.
После Герберта Грёнемайера Fanta 4 стала второй немецкой группой, записавшей альбом «MTV Unplugged» (2000). Их следующий альбом Viel выходит в 2004 году, за ним следует самый большой и успешный тур в истории группы, запись которого выходит по его окончании на DVD. Для сингла Ichisichisichisich из альбома Fornika был объявлен конкурс на лучшее видео среди фанатов. Работа победителя стала официальным клипом к этой песне.
В 2009 году группа отпраздновала свой 20-летний юбилей, выступив перед 60 тысячами фанатов на концерте Heimspiel в Штутгарте. Выступление сопровождалось оркестром Большого театра Минска. В августе этого же года выходит альбом A Tribute To Die Fantastischen Vier, на котором разные музыканты исполняют песни Fanta 4, в их числе Knorkator, Томас Андерс, Clueso, Ксавьер Найду, Томас Годой, Oomph!, Scooter и Revolverheld.
Музыканты Fanta 4 участвовали в синхронизации мультфильмов Мадагаскар и Мадагаскар 2 на немецкий язык. Их голосами разговаривают четверо пингвинов.
По мнению продюсеров MTV, Die Fantastischen Vier  -  единственная группа, которая после записи первого MTV Unplugged добавила в своём творчестве столько нового и интересного, что первый альбом перестал полностью её выражать, чего по другим исполнителям ещё никогда не происходило. Поэтому в 2012 году они выпустили CD, DVD и Blu-Ray MTV Unplugged II.

## Состав
- Michi Beck (Michael Beck)
- Thomas D (Thomas Dürr)
- And.Ypsilon (Andreas Rieke)
- Smudo (Michael Bernd Schmidt)

## Премии и награды
- 1992 Echo

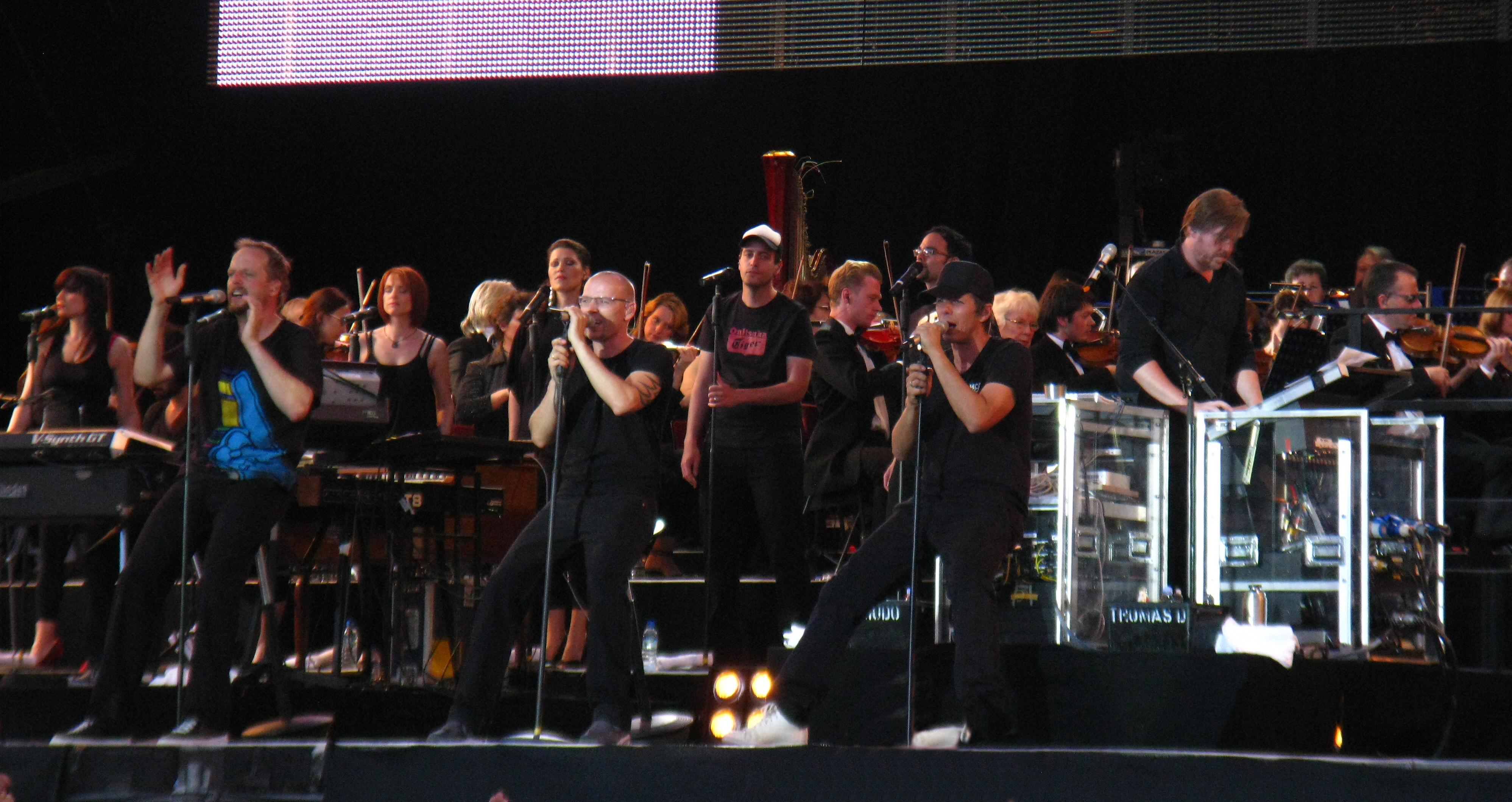
Юбилейный концерт 2009 года

- 1996 Echo в категории «Videoclip national» за Sie ist weg[5]
- 2000 Echo в категории «Rock/Pop»[6]
- 2005 Echo в категории «Hip Hop / R&B»[7]
- 2007 1LIVE Krone в категории «лучший альбом» (Fornika)
- 2008 Echo в категории «Rock/Pop»[8]
- 2009 Paul-Lincke-Ring
- 2009 1LIVE Krone

## Дискография

### Альбомы
- 1991 — Jetzt geht’s ab!
- 1992 — 4 Gewinnt
- 1993 — Die 4. Dimension
- 1994 — Megavier
- 1995 — Lauschgift
- 1996 — Live und direkt
- 1999 — 4:99
- 2000 — MTV Unplugged
- 2003 — Live in Stuttgart
- 2004 — Viel
- 2005 — Best of 1990—2005
- 2007 — Fornika
- 2009 — Heimspiel
- 2012 — MTV Unplugged II